# Titularbistum Valliposita
Valliposita ist ein Titularbistum der römisch-katholischen Kirche.
Es geht zurück auf einen untergegangenen Bischofssitz in der Stadt Valpuesta in der spanischen autonomen Gemeinschaft Kastilien und León. Der Bischofssitz gehörte der Kirchenprovinz Tarragona an.
| Titularbischöfe von Valliposita |                             |                                              |                   |                   |
| Nr.                             | Name                        | Amt                                          | von               | bis               |
| 1                               | Louis La Ravoire Morrow SDB | emeritierter Bischof von Krishnagar (Indien) | 31. Oktober 1969  | 27. April 1971    |
| 2                               | Constantino José Lüers OFM  | Prälat von Óbidos (Brasilien)                | 13. April 1973    | 24. März 1976     |
| 3                               | Joseph Abel Francis SVD     | Weihbischof in Newark (USA)                  | 3. Mai 1976       | 1. September 1997 |
| 4                               | Angelito R. Lampon OMI      | Apostolischer Vikar von Jolo (Philippinen)   | 21. November 1997 | 6. November 2018  |
| 5                               | Sebastián Chico Martínez    | Weihbischof in Cartagena (Spanien)           | 20. Februar 2019  | 25. Oktober 2021  |
| 6                               | Vicente Martín Muñoz        | Weihbischof in Madrid (Spanien)              | 23. April 2024    |                   |